# Eero Järnefelt
Cet article concerne le peintre Eero Järnefelt. Pour le diplomate, voir Eero Järnefelt (diplomate).

Erik (Eero) Nikolai Järnefelt (né le 8 novembre 1863 à Viipuri – mort le 15 novembre 1937 à Helsinki) est un artiste-peintre et professeur finlandais.
Il est l'un des artistes de la mouvance du nationalisme romantique.

## Biographie
Eero Järnefelt est né à Viipuri. 

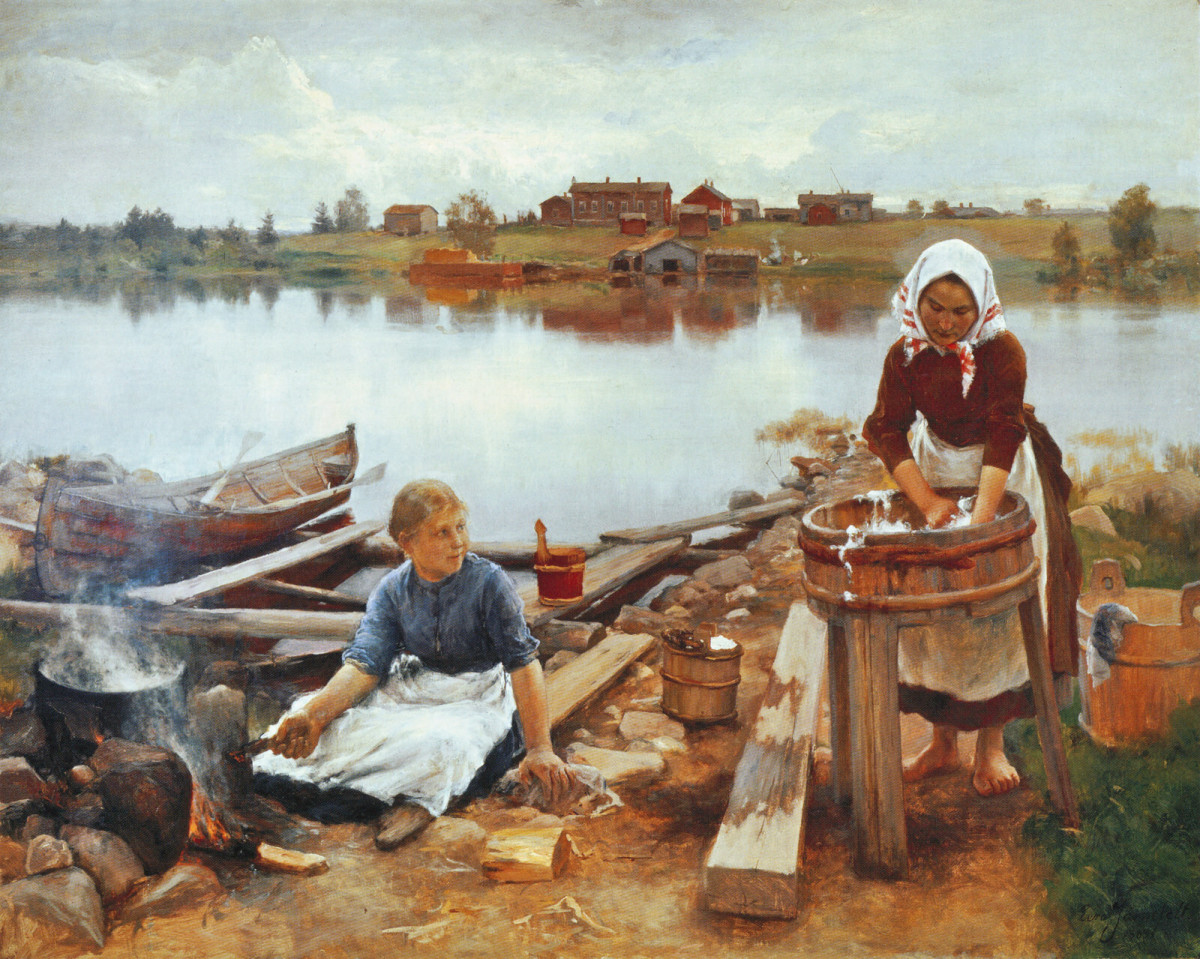
Pyykkiranta, 1889.

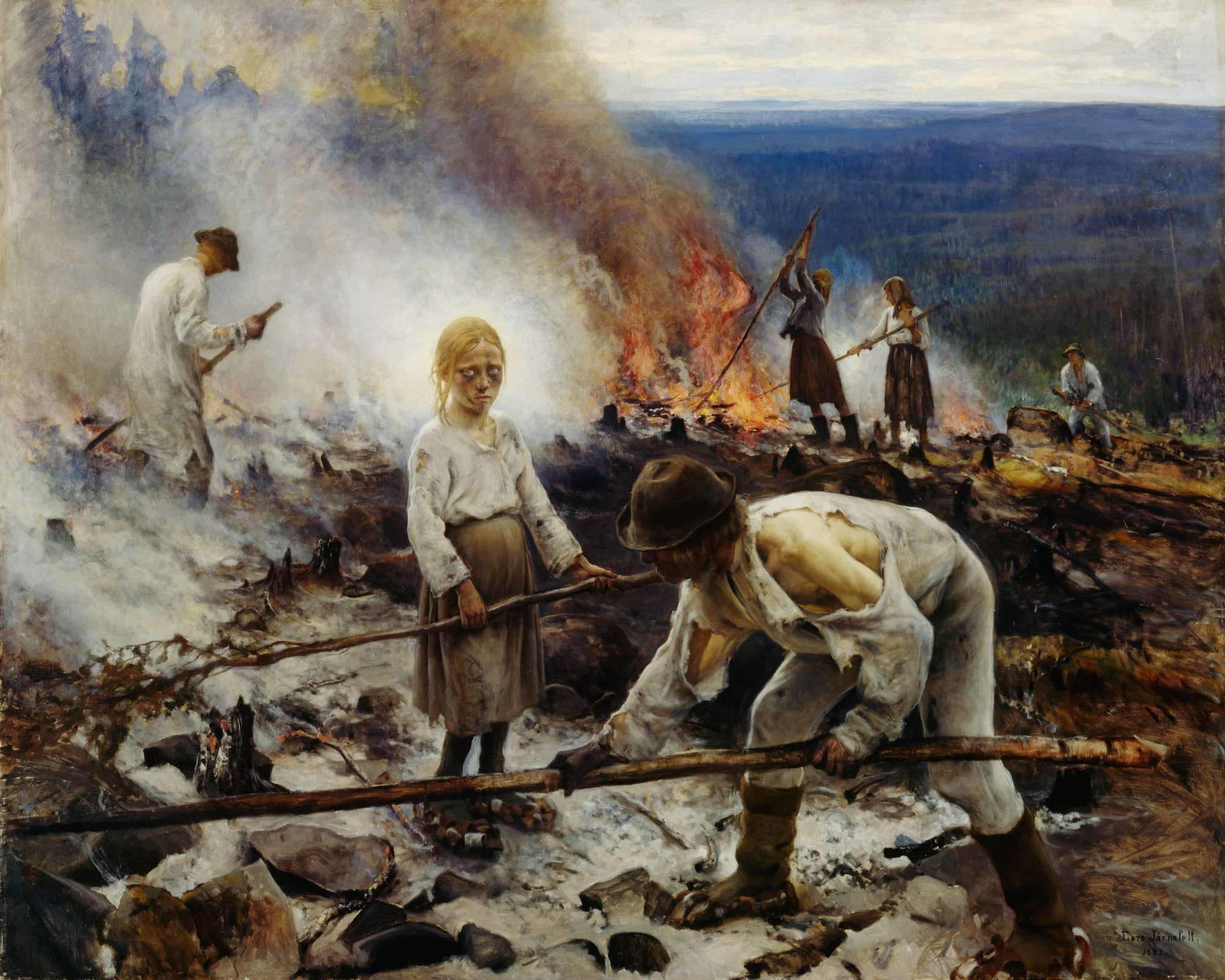
Raatajat rahanalaiset, 1893
(Galerie nationale de Finlande).

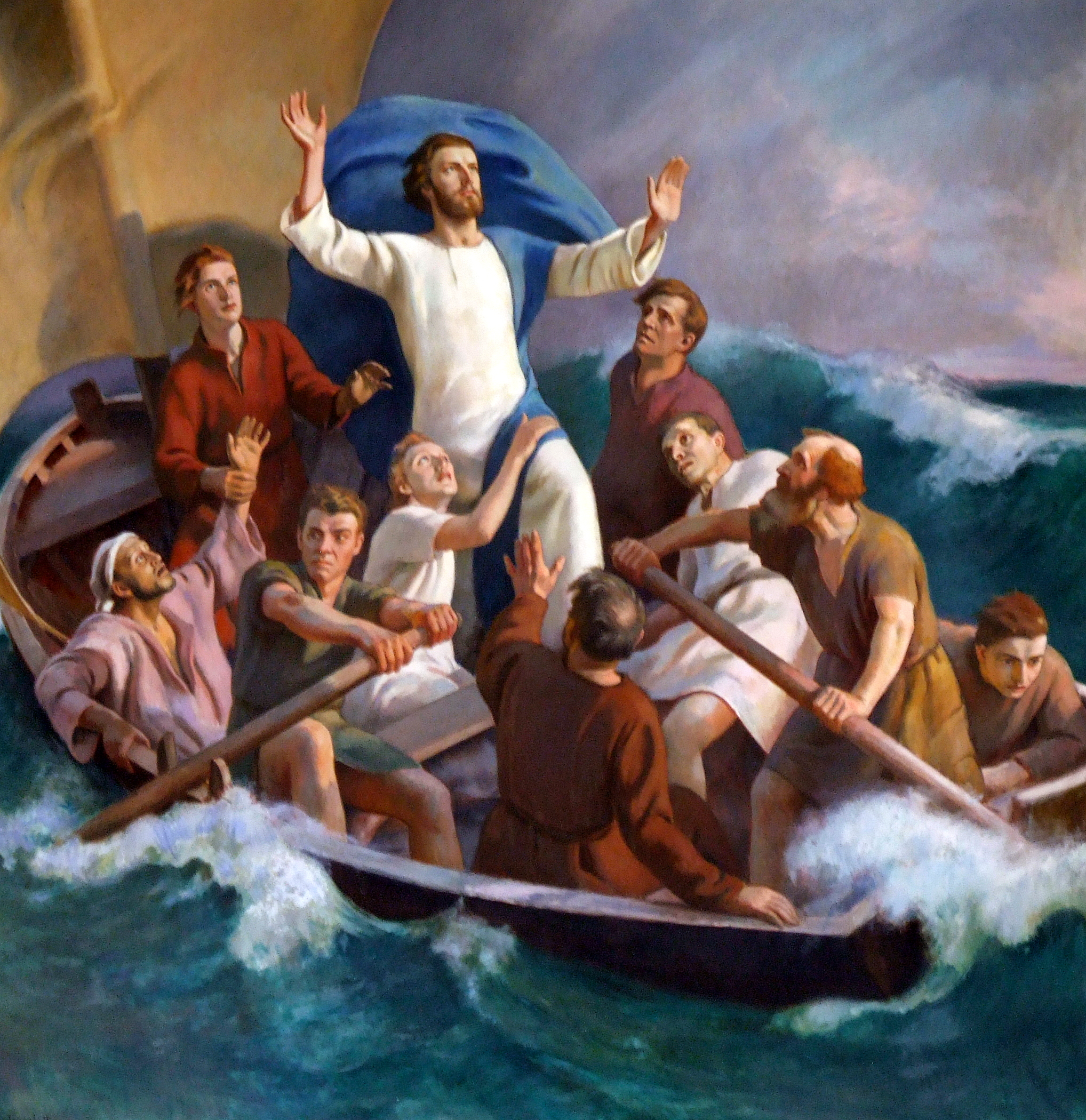
Heräävä toivo, 1926, Retable de l'Église de Raahe.

Son père, August Alexander Järnefelt, est officier de l'armée de l'Empire russe (auquel est lié le grand-duché de Finlande) et sa mère Elisabeth Järnefelt est née Elisabeth Clodt von Jürgensburg.
Eero Järnefelt a huit frères et sœurs : Kasper, Arvid, Ellida, Ellen, Armas, Aino, Hilja et Sigrid. 
En 1892, sa sœur Aino Järnefelt se marie avec le compositeur Jean Sibelius. 
En 1889, lors d'un voyage à Keuruu, il rencontre l'actrice Saimi Swan. 
Ils se marient en 1890.

## Carrière
- en 1881, il obtient son baccalauréat.
- de 1874 à 1878, il étudie la peinture à l'Académie des beaux-arts d'Helsingfors.
- de 1883 à 1886, il étudie à l'Académie des beaux-arts de Saint-Pétersbourg avec Albert Edelfelt.
- de 1886 à 1888, il étudie à l'Académie Julian à Paris où il devient l'ami d'Akseli Gallen-Kallela, d'Emil Wikström et de Louis Sparre. Il est inspiré par les peintures de en plein air naturalistes de Jules Bastien-Lepage.
- en 1894 et 1895, il fait des voyages d'études en Italie et en 1899 en Crimée.
- en 1899, il participe à Saint-Pétersbourg à une exposition d'artistes russes et finlandais et à l'exposition internationale Mir Iskousstva[1].

- de 1902 à 1928, il enseigne le dessin à l'université Alexandre d'Helsingfors devenue après l'indépendance l'université d'Helsinki. Il reçoit le titre de Professeur en 1912. Il a été aussi membre et président de l'Académie des beaux-arts.

## Œuvres
- 1888, Savolaisvene.
- 1888, Ranskalainen viinitupa.
- 1889, Kesäyön kuu.
- 1889, Pyykkiranta.
- 1890,  Pihapiiri.
- 1891, Heinäkuun päivä, 1891.
- 1891, Retable de l'église de Keuruu.
- 1892, Saimi kedolla.
- 1893, Kaski c'est-à-dire Raatajat rahanalaiset.
- 1893, Isäntä ja rengit.
- 1895, Ahvenruoho.
- 1895, Leikkiviä lapsia.
- 1896, Retable de l'église de la paroisse de Jyväskylä.
- 1896, Mathilda Wreden muotokuva.
- 1897, Taiteilijan pojan Heikki Järnefeltin muotokuva.
- 1899, Syysmaisema Pielisjärveltä.
- 1903, Kotimatkalla.
- 1903, Rantakuva.
- 1905, Kaislikkoranta.
- 1905, Maalaiskaupassa.
- 1906, Juhani Ahon muotokuva.
- 1908, Retable de l'église de Lieto.
- 1911, Fresque paysagère Koli du restaurant de la Gare centrale d'Helsinki, 1911 [2].
- 1916, Salle des fêtes de l'Université d'Helsinki (Aurora-seura).
- 1920, Salle des fêtes de l'Université d'Helsinki  (Flora-juhla).
- 1922, Portrait du Président Mannerheim, 1922[3].
- 1923, Kylpijät.
- 1928, Maisema Kolilta.
- 1931, Jokimaisema.
- 1932, Retable de l'église Saint-Jean d'Helsinki.

## Galerie

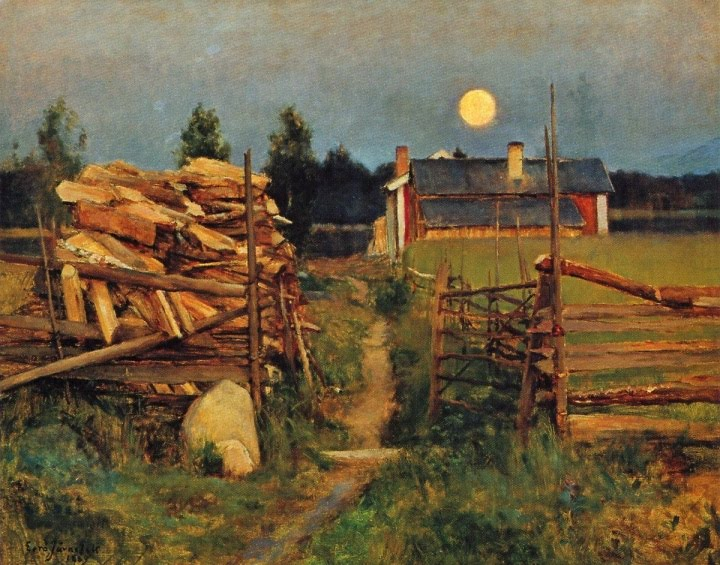
Kesäyön kuu, 1889.
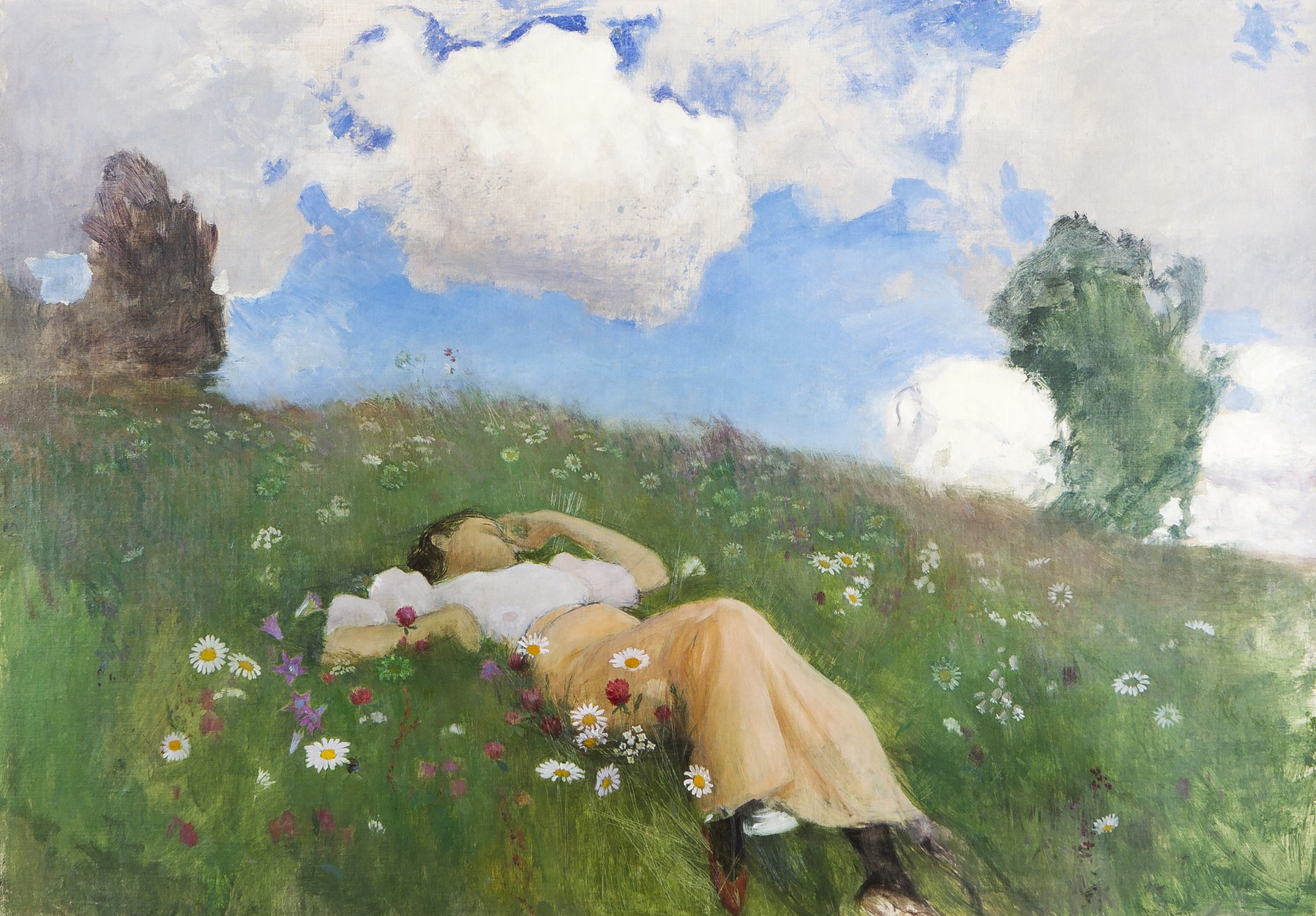
Saimi kedolla, 1892.
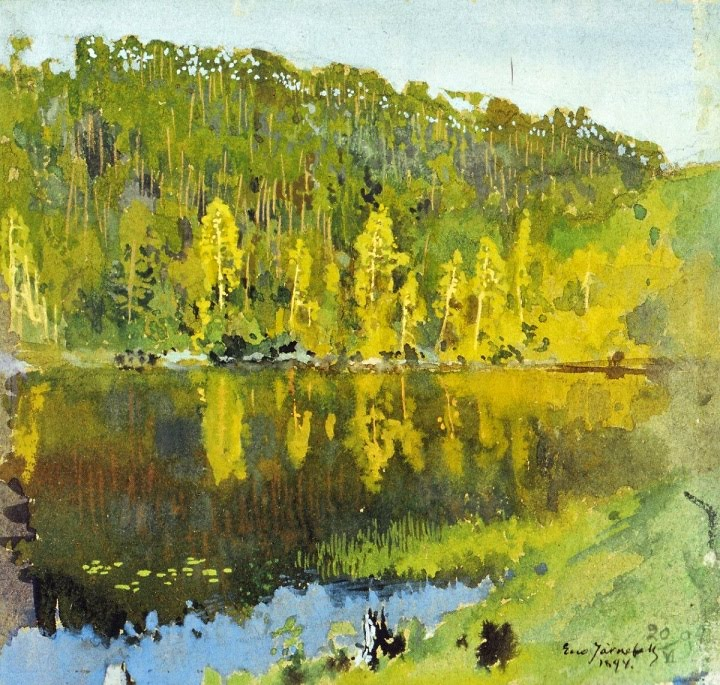
Metsälampi, 1894.
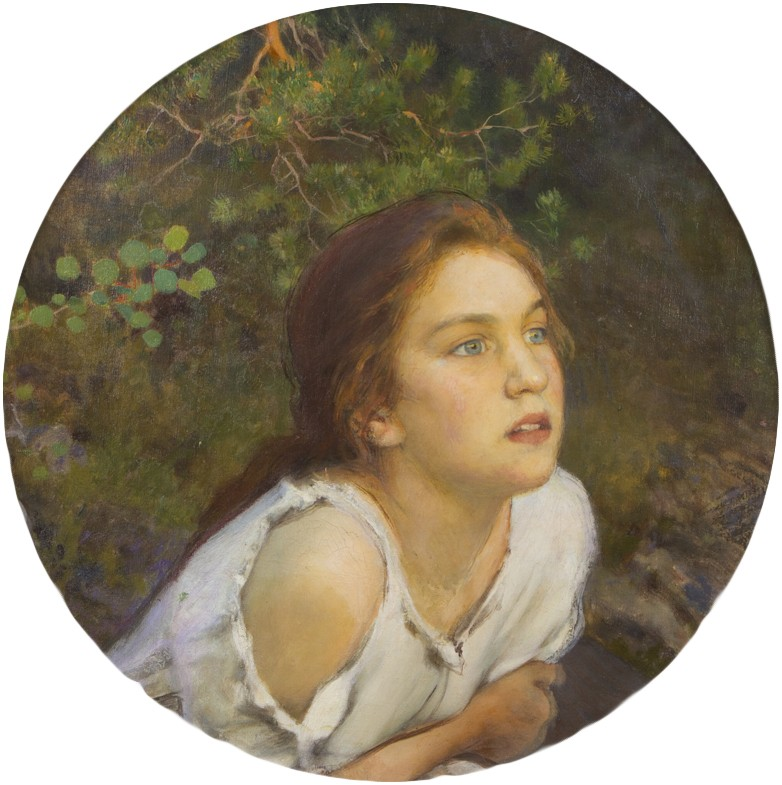
Salon tyttö, 1894.

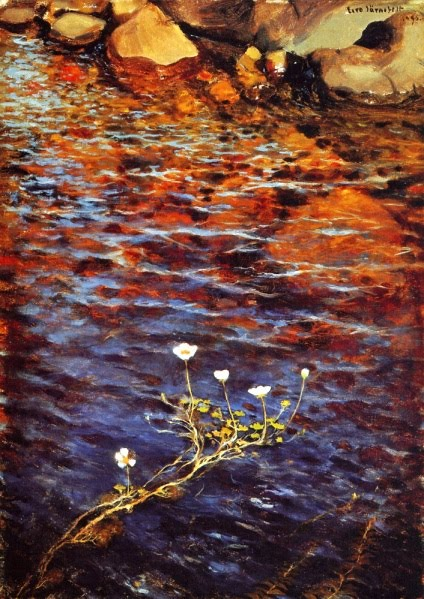
Vesileinikki, 1895.
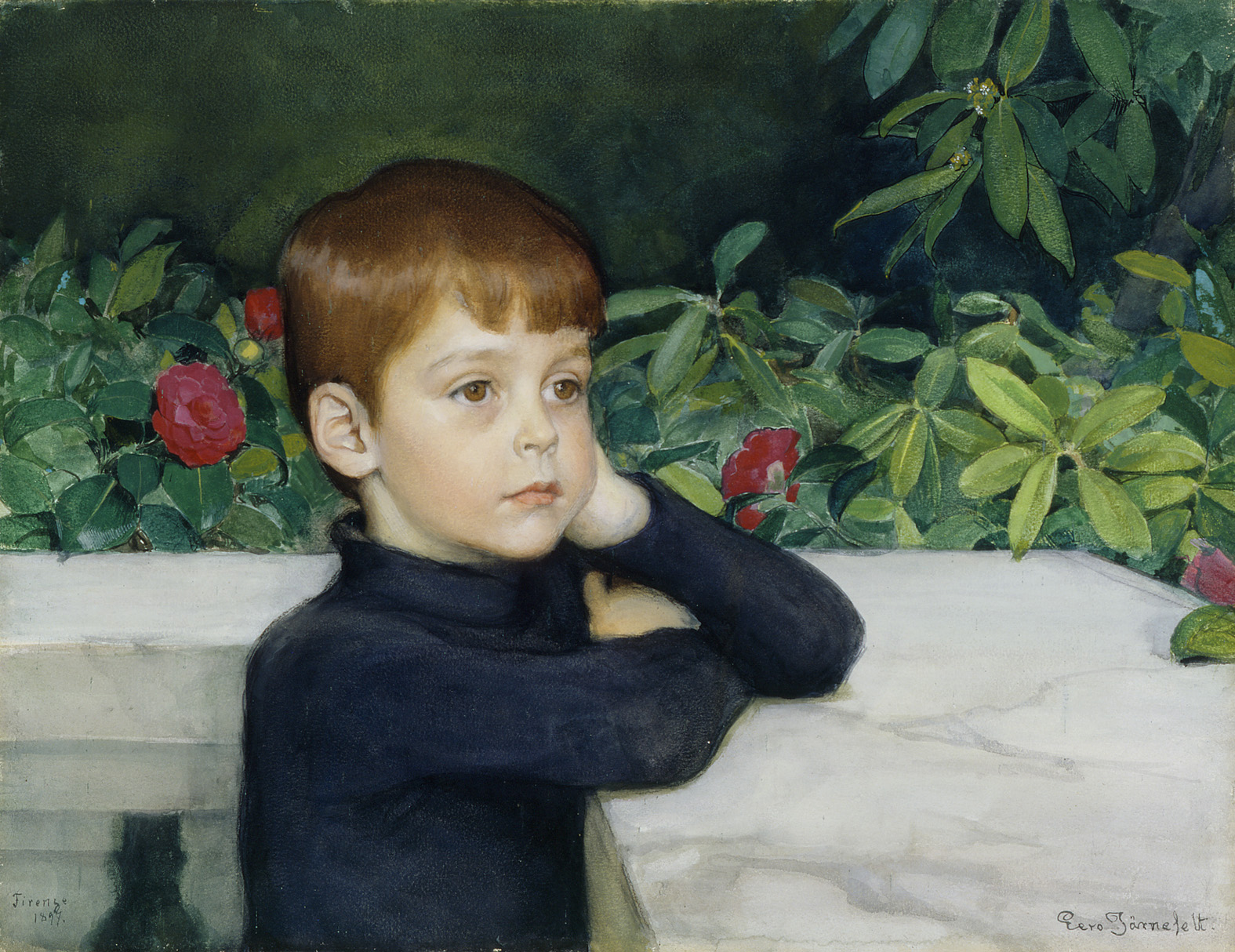
Taiteilijan poika, 1897.
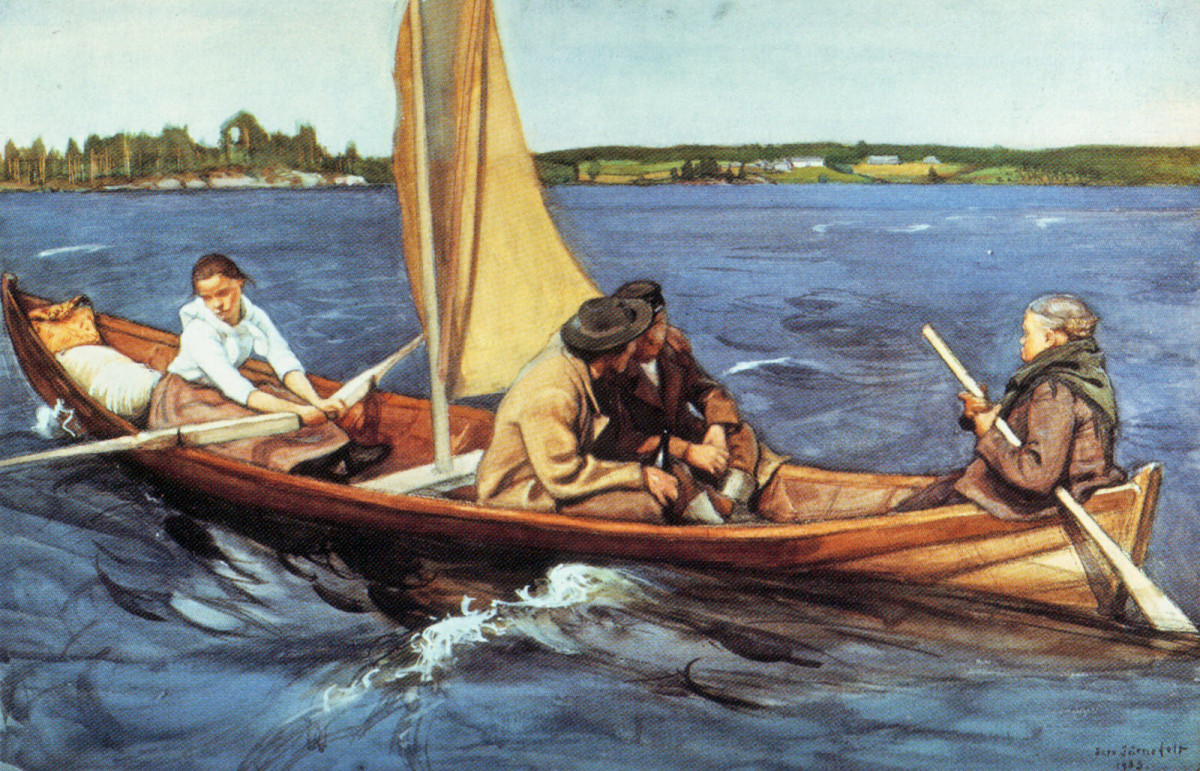
Kotimatkalla, 1903.
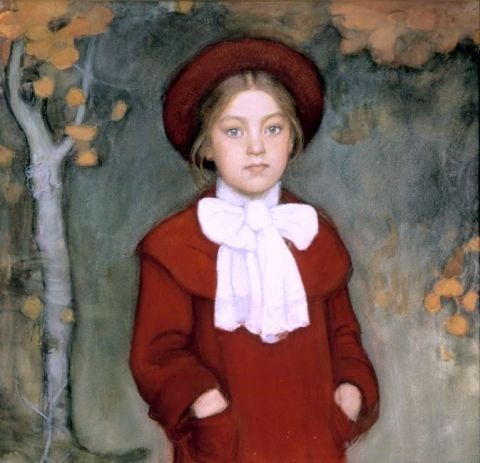
Leena, 1903.

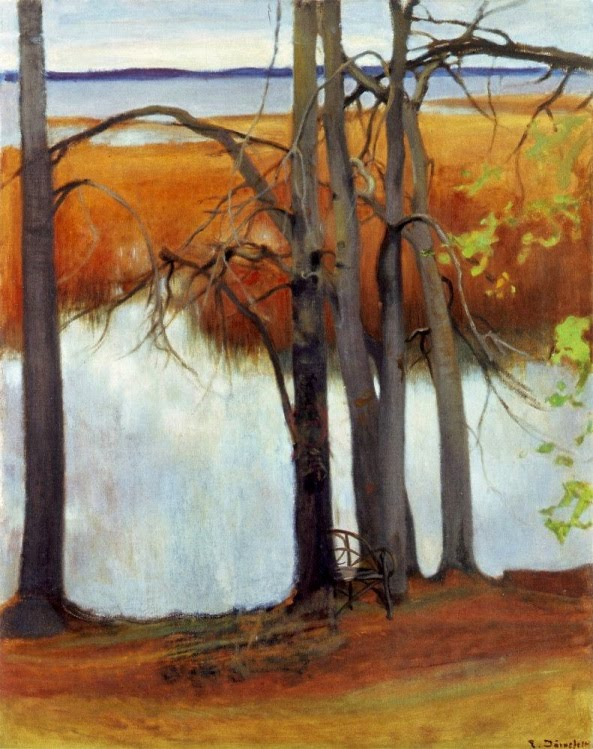
Kaislikkoranta, 1905.
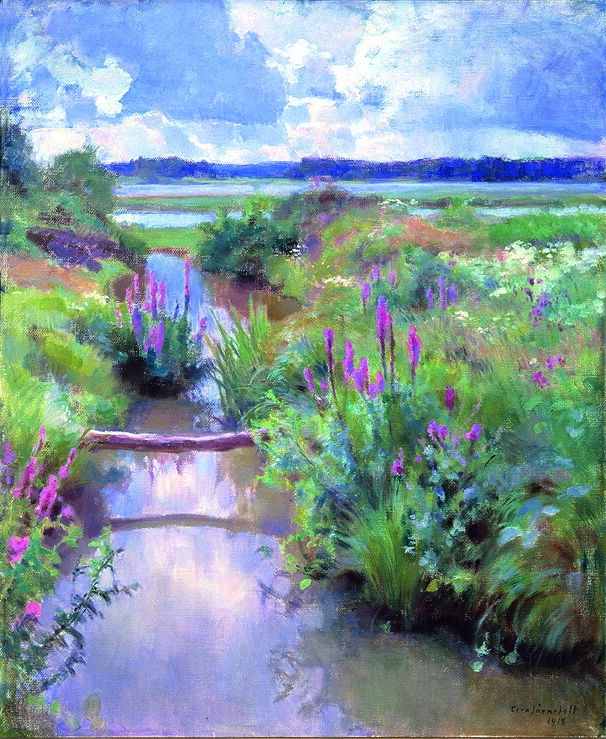
Kukkivaa kesää, 1918.
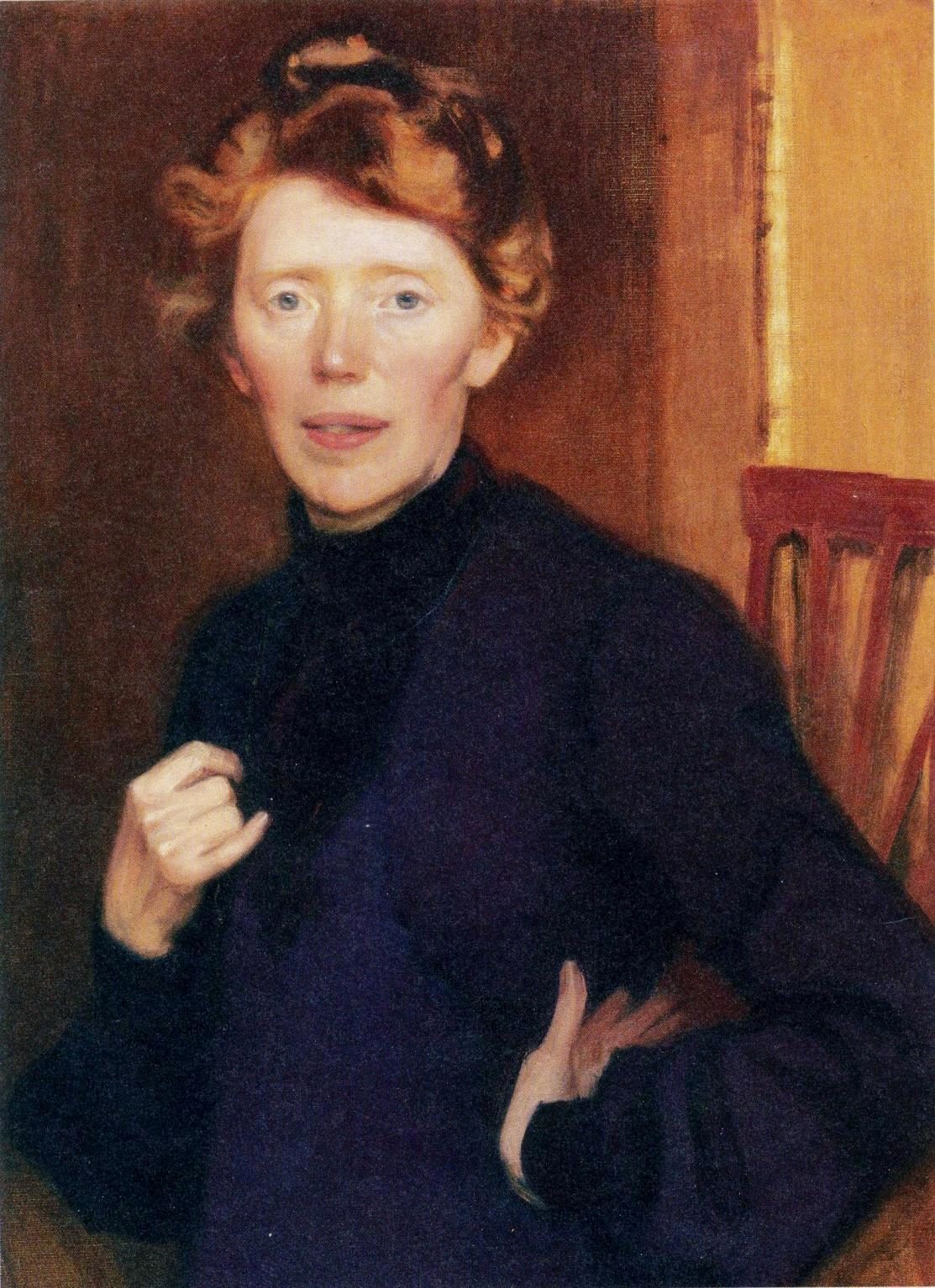
Tekla Hultin, 1905